# Eurytoma oryzivora
Eurytoma oryzivora är en stekelart som beskrevs av Gérard Delvare 1988. Eurytoma oryzivora ingår i släktet Eurytoma och familjen kragglanssteklar.
Artens utbredningsområde är:
- Kamerun.
- Kenya.
- Senegal.
- Sierra Leone.
- Tanzania.

Inga underarter finns listade i Catalogue of Life.